# لری جاشوآ
لری جاشوآ (به انگلیسی: Larry Joshua) (زاده ۱۲ فوریهٔ ۱۹۵۲) بازیگر آمریکایی است.
از فیلم‌های معروف او می‌توان به بازی در فیلم به عشق مسابقه اشاره کرد.